# (5107) Laurenbacall
(5107) Laurenbacall es un asteroide perteneciente al cinturón de asteroides, descubierto el 24 de febrero de 1987 por Henri Debehogne desde el Observatorio de La Silla, Chile.

## Designación y nombre
Designado provisionalmente como 1987 DS6. Fue nombrado Laurenbacall en honor a la actriz estadounidense Lauren Bacall famosa por su voz ronca y mirada penetrante. Se hizo célebre al protagonizar la película To Have and Have Not junto al que posteriormente sería su esposo Humphrey Bogart.

## Características orbitales
Laurenbacall está situado a una distancia media del Sol de 3,130 ua, pudiendo alejarse hasta 3,391 ua y acercarse hasta 2,870 ua. Su excentricidad es 0,083 y la inclinación orbital 9,059 grados. Emplea 2023,52 días en completar una órbita alrededor del Sol.

## Características físicas
La magnitud absoluta de Laurenbacall es 12,1. Tiene 17,149 km de diámetro y su albedo se estima en 0,107.